# G. Schirmer Inc.
G. Schirmer Inc. — американское музыкальное издательство.
Основано в 1848 г. как фирма Kerksieg & Bruesing Company. В 1861 г. менеджер издательства, эмигрант из Германии Густав Ширмер (1829—1893) вместе с одним из своих партнёров приобрёл фирму у её владельцев, а в 1866 г. выкупил долю партнёра и дал издательству своё имя. На протяжении столетия принадлежало семье Ширмеров; в 1968 г. было приобретено издательской группой Макмиллан (Macmillan Publishers), затем в 1986 г. продавшей его издателю Роберту Уайзу (англ. Robert Wise).
В 1891 г. семья Ширмеров приобрела собственную типографию, а в 1892 г. основала наиболее значительную серию — Библиотеку музыкальной классики Ширмера (англ. Schirmer’s Library of Musical Classics). В 1915 г. было начато издание журнала «The Musical Quarterly». В издательстве Ширмера, помимо мировой классики, публиковались произведения таких американских композиторов, как Перси Грейнджер, Чарлз Мартин Лефлер, Сэмюэл Барбер, Леонард Бернстайн, Мортон Гулд, Джан Карло Менотти, Вирджил Томсон. В 1964 г., после приобретения Ширмером фирмы Associated Music Publishers, к ним добавились Чарлз Айвз, Уолтер Пистон, Эллиотт Картер и др.